# Ottendorf-Okrilla
Pour l’article homonyme, voir Ottendorf.
Ottendorf-Okrilla est une commune de Saxe (Allemagne), située dans l'arrondissement de Bautzen, dans le district de Dresde.

## Personnalités liées à la ville
- Auguste-Charlotte de Schönberg (1777-1863), comtesse née au château de Hermsdorf.
- Anna-Louise de Schwarzbourg (1871-1951), princesse née au château de Hermsdorf.
- Georges de Schönburg-Waldenbourg (1828-1900), général mort à Hermsdorf.